# هانیل

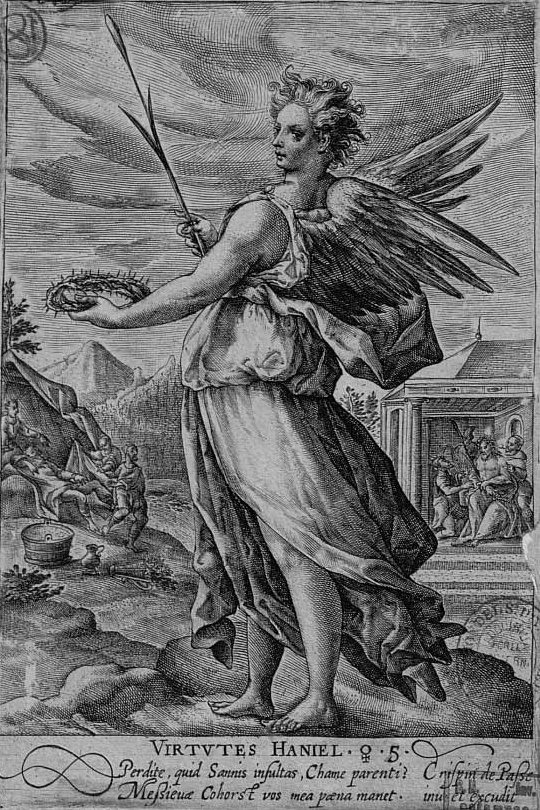
فضیلت هانیل، حکاکی توسط کریسپین ون د پاس، در حدود 1575. Biblioteca Nacional de España، مادرید.

هانیل یا آنایل (به انگلیسی: Haniel) (به عبری: חַנִּיאֵל، Ḥannīʾēl)، «خداوند لطف من است»؛ قبطی: ⲁⲛⲁⲛⲓⲏⲗ Ananiēl؛ عربی: عنیائیل، Anyael, Anyael, Anyael یا Anyael افسانه و فرشتگان، و او اغلب در فهرست‌ها مختلق به عنوان یکی از هفت فرشته قرار می‌گیرد. هانیل به‌طور کلی با سیاره زهره مرتبط است و فرشته سفیرا نتزاخ است. نام هانیل از کلمه عبری Ḥēn (חֵן) گرفته شده است، به معنای «لطف، جذابیت» (ویژگی‌های مرتبط با زهره) + پسوند -ʾĒl، «خدا». معادل نام فنیقی «هانیبال» است. هانیل یکی از فرشتگانی است که در Sigillum Dei Aemeth دکتر جان دی و ادوارد کلی رمزگذاری شده است.

## در فرهنگ عامه
- ویل در رمان فرشته ساعتی اثر کاساندرا کلر، سراف بلید آنائل خود را در یک نقطه نام می‌برد.
- شخصیت فراطبیعی آنا میلتون، فرشته ای سقوط کرده که در فصل‌های چهارم و پنجم سریال ظاهر می‌شود، توسط بازیگرش (جولی مک نیون) تصور می‌شود که در واقع تفسیر سریال از آنائل باشد. با این حال، در فصل ۱۳، فرشته واقعی به نام آنائل تبدیل به یک شخصیت تکراری شد (با بازی دانیل آکلز).
- در مجموعه کتاب میراث کوشیل، یکی از فرشتگانی که از فیض خدای یگانه به دنبال الوا می‌افتد، آنائل است.